# Zhipu AI
Zhipu AI (智谱AI), coneguda formalment com Beijing Zhipu Huazhang Technology, és una empresa de tecnologia xinesa especialitzada en intel·ligència artificial. A partir de 2024, és una de les empreses "AI Tiger" de la Xina pels inversors i considerada com el tercer jugador més gran del mercat de LLM a la indústria de la IA de la Xina segons International Data Corporation.

## Història
La startup va començar a la Universitat de Tsinghua i es va escindir com una empresa independent.
El 2023, va pujar 2,5 mil milions de iuans amb l'ajuda d'Alibaba Group Holding i Tencent Holdings. Altres inversors de la companyia inclouen Ant Group, Meituan, Xiaomi i HongShan.
El maig de 2024, Prosperity7 Ventures, LLC, una empresa financera de l'Aràbia Saudita, va finançar Zhipu AI 400 milions de dòlars EUA.
El març de 2024, Zhipu AI va dir que estaven desenvolupant una tecnologia semblant a Sora per aconseguir intel·ligència general artificial (AGI). El juliol de 2024, van estrenar el seu model de text a vídeo "Ying".
Després que OpenAI anunciés un bloc d'API per als seus serveis en algunes àrees a partir del juliol de 2024, Zhipu AI ha anunciat un "Programa de migració especial" per als usuaris de l'API d'OpenAI.
L'octubre de 2024, Zhipu AI va llançar GLM-4.0, un model de llenguatge gran de veu d'extrem a extrem de codi obert. El model pot replicar interaccions semblants a les persones i té la capacitat d'ajustar el seu to, emoció o dialecte en funció de les preferències de l'usuari.

## Productes i serveis

### ChatGLM
ChatGLM és una sèrie de models de diàleg pre-entrenats llançats conjuntament per Zhipu AI i Tsinghua KEG el 2023. Segons NVIDIA, el seu ChatGLM3-6B de codi obert de la sèrie ChatGLM 3.0 el va descriure com un "diàleg fluid i un desplegament fàcil" en comparació amb les dues primeres generacions.

### Ying
Va debutar el juliol de 2024, Ying és un model de text a vídeo que pot generar missatges d'imatge i text en un videoclip de sis segons durant uns 30 segons. El servei està disponible al seu lloc web oficial i a les aplicacions mòbils integrades amb el seu chatbot de ChatGLM.

### AutoGLM
Llançat l'octubre de 2024, AutoGLM és una aplicació d'agent d'IA que utilitza ordres de veu per completar tasques dins d'un telèfon intel·ligent. L'aplicació pot analitzar tasques complexes, com ara demanar un article a una botiga propera i repetir una comanda basada en l'historial de compres de l'usuari. L'aplicació es va crear com a rival del sistema d'IA al dispositiu d'Apple, Apple Intelligence.
L'eina d'IA s'executa en una sèrie de models i chatbots d'IA, com ara el seu chatbot ChatGLM, per processar les accions necessàries.